# Абсолютный нуль температуры

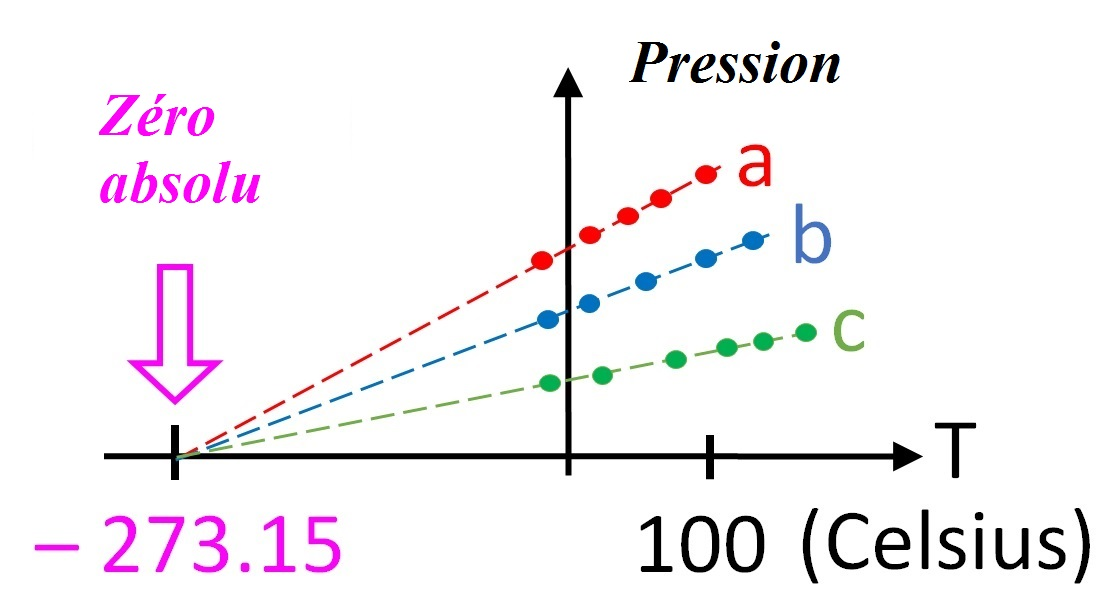
Графики зависимости давления от температуры для трёх различных образцов газа при одинаковом объеме, экстраполированные до абсолютного нуля.

Абсолю́тный нуль температу́ры (реже — Абсолю́тный ноль температу́ры) — минимальный предел температуры, которую может иметь физическое тело во Вселенной. Абсолютный нуль служит началом отсчёта абсолютной температурной шкалы, например, шкалы Кельвина и шкалы Ранкина. В 1954 году X Генеральная конференция по мерам и весам установила термодинамическую температурную шкалу с одной реперной точкой — тройной точкой воды, температура которой принята 273,16 К (что соответствует 0,01 °C). Так что по шкале Цельсия абсолютному нулю соответствует температура −273,15 °C или −459,67 °F (по Фаренгейту).
В рамках применимости термодинамики абсолютный нуль на практике недостижим. Его существование и положение на температурной шкале следует из экстраполяции наблюдаемых физических явлений, при этом такая экстраполяция показывает, что при абсолютном нуле энергия теплового движения молекул и атомов вещества должна быть равна нулю, то есть хаотическое движение частиц прекращается, и они образуют упорядоченную структуру, занимая чёткое положение в узлах кристаллической решётки (жидкий гелий составляет исключение). Однако, с точки зрения квантовой физики и при абсолютном нуле температуры существуют нулевые колебания, которые обусловлены квантовыми свойствами частиц и физического вакуума, их окружающего.

## История
В 1703 г. французский физик Гийом Амонтон (фр. Guillaume Amontons) представил воздушный термометр, в котором за нуль шкалы принималась температура, при которой воздух «теряет всю свою упругость». Рассчитанное им значение составило −239,5 °C.
В кинетической теории теплоты М. В. Ломоносова теплота объясняется
«коловратным» движением. Прекращение движения означает
предельную степень холода (по современной терминологии, абсолютный нуль).
В вышедшей в 1779 г. работе «Пирометрия» немецкий учёный Ламберт (нем. Johann Heinrich Lambert) уточнил полученное Амонтоном значение и получил −270 °C.

## Явления, наблюдаемые вблизи абсолютного нуля
При температурах, близких к абсолютному нулю, на макроскопическом уровне могут наблюдаться чисто квантовые эффекты, такие как:
- Сверхпроводимость
- Сверхтекучесть
- Конденсация Бозе-Эйнштейна

## Температуры, которых удалось достичь в лабораторных условиях
Осенью 2021 года группа учёных из Германии и Франции впервые в истории смогла понизить температуру созданного ими газового облака до 38 пикокельвинов, тем самым приблизившись к абсолютному нулю.